# Écorcei

Écorcei este o comună în departamentul Orne, Franța. În 1 ianuarie 2022 avea o populație de 376 de locuitori.